# دی‌آلدئید نشاسته

ساختار شیمیایی دی آلدئید نشاسته

دی‌آلدئید نشاسته (به انگلیسی: Dialdehyde starch) یک ترکیب شیمیایی با شناسه پاب‌کم ۲۴۷۷۶ است. 